# Грыжа
Гры́жа (лат. hernia) — заболевание, при котором происходит выхождение (выпячивание) внутренних органов из полости, занимаемой ими в норме, через нормально существующее или патологически сформированное отверстие в анатомических образованиях с сохранением целости оболочек, их покрывающих, либо наличие условий для этого. Выпячивание органа или его части возможно под кожу, в межмышечное пространство или во внутренние карманы и полости.
Грыжа может быть при частых занятиях через боль, силу, возможны сильные боли в области пупка.
Различают мозговые, лёгочные, мышечные, вентральные грыжи. Последние, называемые также «грыжами брюшной стенки» (или грыжами живота), наиболее распространены.
Термин «грыжа» впервые был введён Клавдием Галеном.
От грыжи отличают эвентрацию и выпадение (пролапс) органа.

## Причины развития
- Предрасполагающие факторы: К ним относят особенности генетики организма, сложившиеся на основе последствий приобретённых свойств. Факты: Типовые; половые и возрастные различия в строении тела. Пример: Изменения в брюшной стенке, связанные с беременностью; тяжёлый физический труд; нарушение питания или рациона: ожирение или истощение...
- Производящие факторы: Способствующие повышению давления или резким колебаниям. Например: поднятие груза; частый плач и крик в младенческом возрасте; кашель при хронических заболеваниях лёгких; продолжительные запоры; затруднение мочеиспускания при аденоме предстательной железы.
- Фактором развития, является прямое взаимодействие с тяжестью или весом для организма: заключается в небезопасном обращении.

Совокупность причин определяет локализацию и характер образующейся повреждения или травмы.

## Клиническая классификация

### По происхождению
- Приобретённые
- Врождённые. Следует помнить, что врождённые грыжи развиваются как порок развития, поэтому имеют свои этиологические, топографо-анатомические и клинические особенности.

### По наличию осложнений
- Неосложнённые
- Осложнённые (невправимостью, воспалением, флегмоной грыжевого мешка, копростазом, разрывом внутренностей в грыже, воспалением внутренних органов в грыже, ущемлением — эластическим, каловым, смешанным, ретроградным (W-образное) или пристеночным (грыжа Рихтера)).

### По течению
- Первичные
- Рецидивные
- Послеоперационные

### По вправимости
- Вправимые (содержимое грыжевого мешка легко может быть вправлено в брюшную полость через грыжевые ворота или вправляется самостоятельно)
- Невправимые (чаще в результате развития сращений, спаек; внезапно развившаяся невправимость ранее вправимой грыжи является характерным симптомом ущемления грыжи)

### По степени развития
- Начальные (только начинают внедряться)
- Канальные (в пределах грыжевого канала)
- Полные

Кроме того, пользуются термином «гигантская грыжа» — hernia permagna.

## Анатомическая классификация грыж

### Внутренние
Составляют 25 %.
- Внутрибрюшные
  - Грыжи сальниковой сумки (ворота — foramen Vinsloe)
  - Грыжи около сигмовидной кишки
  - Грыжи около слепой кишки
  - Грыжи около связки Трейтца, парадуоденальная грыжа (lig. duodenojejunalis)
  - и другие внутрибрюшные образования
- Диафрагмальные
  - ретрокостостернальные (справа — треугольника Морганьи, слева — Ларрея)
  - пояснично-рёберные (Бохдалека)
  - сухожильного центра диафрагмы (преимущественно — паракавальные грыжи)
  - грыжи пищеводного отверстия диафрагмы (ГПОД): скользящие (аксиальные) и параэзофагеальные

### Наружные
Составляют 75 %.
- Паховая

Анатомическое объяснение паховой грыжи.

- Косая паховая грыжа проходит через паховый канал. Имеет в своём развитии следующие стадии: начальная, канальная, собственно паховая, пахово-мошоночная, спрямлённая
- Грыжевые ворота при прямой грыже располагаются в области медиальной паховой ямки, при косой — латеральной ямки. Прямая паховая грыжа проходит сзади наперед через канал. Нередко является скользящей

- Бедренные
- Белой линии живота
- Эпигастральная
- Мечевидного отростка
- Пупочная грыжа
- Полулунной линии (Спигелиева)
- Дугообразной линии
- Треугольника Пти
- Ромба (треугольника) Гринфельда-Лесгафта
- Седалищные
- Надпузырная
- Промежностная
- Запирательная
- Боковая (за влагалищем прямой мышцы живота)

## Лечение

### Показания для ручного вправления грыжи
Наличие неущемлённой грыжи является показанием для ручного вправления.
Хотя ущемлённая грыжа может странгулироваться без типичных симптомов, вправление должно выполняться при всех ущемлённых грыжах при отсутствии явных признаков странгуляции. Хотя странгуляцию легко пропустить, одно проспективное клиническое исследование показало, что обычно врачи корректно определяют, когда оперировать грыжу, а когда операцию следует отложить. К тому же нежелательные последствия вправления грыжи при бессимптомном ущемлении нехарактерны.

### Ущемлённая бедренная грыжа
Лечение ущемлённой бедренной грыжи оперативное, но подобные операции являются весьма трудными в техническом отношении вследствие узости оперативного доступа к шейке грыжевого мешка и близкого расположения важных анатомических образований: бедренных артерий и вен с латеральной стороны от грыжевого мешка.
Эти особенности говорят хирургу о том, что ликвидировать ущемлённую бедренную грыжу нужно с медиальной стороны от грыжевого мешка за счет рассечения лакунарной связки. Однако и здесь нужно быть предельно внимательным, так как в 15—30 % случаев по задней поверхности лакунарной связки пролегает аномально расширенный анастомоз между нижней надчревной и запирательной артериями, который в старых руководствах получил название «короны смерти».
Если ранение аномального анастомоза все же произошло, то необходимо прижать источник кровотечения тампоном, пересечь паховую связку, а затем выделить нижнюю надчревную артерию, чтобы перевязать её основной ствол либо её запирательную ветвь, анастомозирующую с запирательной артерией.

### Традиционная операция
При операции делают разрез 7—8 см. Небольшие выпячивания оперируют под местной анестезией. При операции выделяют грыжевой мешок и иссекают его, содержимое вправляют в брюшную полость. В последнее время большинству больных выполняют укрепление участка сетчатым трансплантатом (полипропиленовой сеткой). Сетка помещается либо над дефектом (epi-lay), либо под дефектом (sub-lay). С целью фиксации применяют скобы или нерассасывающийся шовный материал.